# Wahrnehmungsdialektologie
Wahrnehmungsdialektologie ist ein Teilgebiet der Sprachwissenschaft. Ihren Schwerpunkt stellt die Perspektive linguistischer Laien auf regionale Sprachvarietäten dar. Sie bildet damit einen Gegenschwerpunkt zur klassischen Dialektologie, ist aber mit ihr verknüpft. Sie wird dem Bereich Soziolinguistik zugeordnet und weist Bezüge zur Ethnologie, Soziologie und Sozialpsychologie auf.

## Bezeichnung
Der Begriff „Wahrnehmungsdialektologie“ wird als Übersetzung des englischen Fachbegriffs Perceptual Dialectology verwendet, welcher ebenfalls im deutschen Sprachraum benutzt wird. Alternative Bezeichnungen sind „perzeptuelle Dialektologie“ oder „Alltagsdialektologie“. Im englischsprachigen Raum findet sich außerdem gelegentlich der Begriff „Folklinguistics“, welcher jedoch als abwertend gemeint oder empfunden werden kann.

## Entstehung
Die Wahrnehmungsdialektologie stellt ein relativ junges Forschungsgebiet innerhalb der Dialektforschung dar. Wann genau ihre Entstehung einzuordnen ist, ist unter Linguisten umstritten. Als erste Arbeiten, die dieser Fachrichtung zuzuordnen sind, gelten neben niederländischer und japanischer Forschung ab den 1930er Jahren unter anderem Origin and Nature of the Subjective Boundaries of Dialects von Willem A. Grootaers (1559), Evaluational Reaction to Spoken Language von Samuel Fillenbaum und anderen (1960) und A proposal for the study of folk-linguistics von H. M. Hoenigswald (1966). Intensivere Forschung fand erst seit den 1980er Jahren statt, beispielsweise durch Dennis Preston, der heute noch als wichtigster Forscher auf dem Gebiet der Wahrnehmungsdialektologie gesehen wird. Im deutschsprachigen Raum entwickelte sich erst seit Mitte der 1990er Jahre ein größeres Interesse an wahrnehmungsdialektologischen Fragestellungen.